# Kråkstensjön
Kråkstensjön är en sjö i Bräcke kommun, Ragunda kommun och Sundsvalls kommun i Jämtland och ingår i Ljungans huvudavrinningsområde. Sjön har en area på 0,843 kvadratkilometer och ligger 366,1 meter över havet. Sjön avvattnas av vattendraget Stensjöbäcken.

## Delavrinningsområde
Kråkstensjön ingår i det delavrinningsområde (696461-153325) som SMHI kallar för Inloppet i Oppsjön. Medelhöjden är 384 meter över havet och ytan är 30,73 kvadratkilometer. Det finns inga avrinningsområden uppströms utan avrinningsområdet är högsta punkten. Stensjöbäcken som avvattnar avrinningsområdet har biflödesordning 4, vilket innebär att vattnet flödar genom totalt 4 vattendrag innan det når havet efter 124 kilometer. Avrinningsområdet består mestadels av skog (85 procent). Avrinningsområdet har 0,91 kvadratkilometer vattenytor vilket ger det en sjöprocent på 3 procent.